# Vicent Martínez Guzmán
Vicent Martínez Guzmán (La Vall d'Uixó, 1949-Barcelona, 23 de agosto de 2018) fue un intelectual y profesor de universidad, referente mundial en el ámbito de los estudios por la paz.

## Biografía
Nacido en la Vall d'Uixó, pueblo del que es hijo predilecto, se doctoró en filosofía por la Universidad de Valencia. Fue profesor titular y vicerrector del departamento de filosofía y sociología de la Universitat Jaume I de Castellón, director honorífico de su Cátedra UNESCO de Filosofía para la paz, fundó y codirigió el máster Internacional en Estudios para la Paz  y el Desarrollo en 1996.
En 2016 fue nombrado miembro de la junta de gobierno del Institut Català Internacional per la Pau (ICIP) del que fue escogido vicepresidente.
Miembro fundador y vocal de la Junta Directiva de la Asociación Española de Investigación para la Paz (AIPAZ) en el momento de su muerte. 
Los últimos años colaboró como miembro activo del área social del Centro de Estudios Cristianisme i Justícia.
Publicó sobre didáctica de la filosofía, filosofía del lenguaje, fenomenología y filosofía para la paz.

## Obras publicadas
- «Martin Luther King: les dificultats d'estimar els enemics», introducción a la edición de 2016 de "El crit de la consciència" de Martin Luther King, Barcelona, Angle Editorial.
- El papel de la sociedad civil en la construcción de la paz, Barcelona, Icaria, 2009.
- Podemos hacer las paces, Bilbao, Desclée de Brower, 2005.
- Filosofía para hacer las paces, Barcelona, Icaria, 2001 (2ª ed. 2009)

## Premios y reconocimientos
- Hijo predilecto de la Vall d'Uixó.[2]
- Primer reconocimiento Francisco A. Muñoz de la Asociación Española de Investigación para la Paz (AIPAZ) otorgado en 2017.[8]
- Medalla de Oro Mahatma Gandhi por la Paz y la No Violencia el 1999